# Hematyna

Wzór strukturalny hematyny

Hematyna – pochodna hemu, która zawiera trójwartościowy atom żelaza (Fe3+). Powstaje w utlenowanej hemoglobinie w wyniku autoutleniania. Kompleks globiny (białkowej części hemoglobiny) z hematyną nosi nazwę methemoglobiny. Nie ma ona zdolności odwracalnego przyłączania tlenu i jego transportu w organizmie. Wchodzi w skład niektórych enzymów.
Chlorek hematyny, czyli hemina, wykorzystywany jest w medycynie sądowej do wykrywania krwi. Jest ona też substancją leczniczą (ATC B06 AB).